# Catedral de la Asunción de María y San Modestino (Avellino)
La Catedral de la Asunción de María y San Modestino o simplemente Catedral de Avellino (en italiano: Cattedrale di S. Maria Assunta e S. Modestino) Es una catedral católica dedicada a la Asunción de la Virgen María y San Modestino en Avellino, Campania, Italia. Es la sede de los obispos de Avellino.
La catedral románica fue construida entre 1132 y 1166 por el obispo Roberto de Avellino, quien la dedicó a San Modestino. Mantuvo su aspecto original hasta finales del siglo XVII, cuando comenzaron una serie de renovaciones y cambios que, continuando hasta el siglo XVIII, eventualmente transformaron el edificio al estilo barroco. El obispo Francesco Gallo (1855-1896) dio a la catedral una nueva revisión, creando su actual aspecto neoclásico. La remodelación del frente oeste fue confiada al arquitecto Pasquale Cardola y se completó entre 1857 y 1868, mientras que la conversión del interior fue obra del arquitecto Vincenzo Varriale entre 1880 y 1889. El nuevo edificio fue sometido a bombardeos durante la Segunda Guerra Mundial y el terremoto de noviembre de 1980, que hicieron necesaria una mayor estabilización y refuerzo de la estructura.

## Véase también

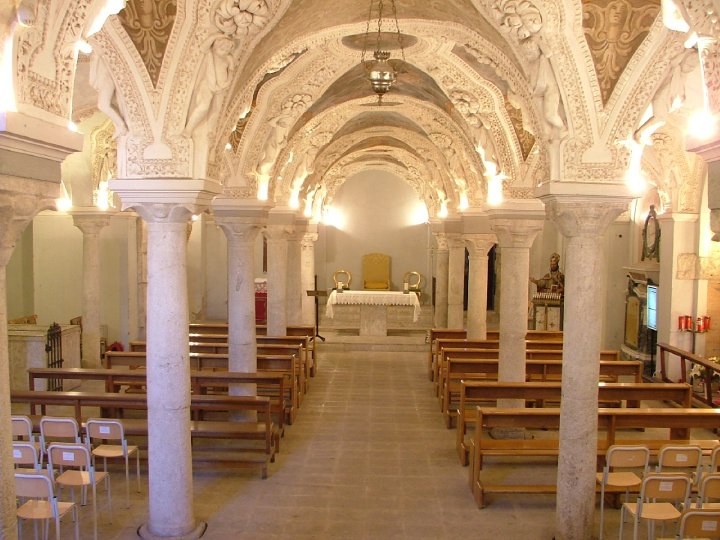
Vista interna